# Kian Best
Kian Andrew Best (Lancashire, Inglaterra, 27 de agosto de 2005) es un futbolista británico. Puede jugar de defensa central, interior izquierdo y lateral izquierdo, su equipo actual es el Chelsea Football Club de la Premier League.

## Trayectoria
Kian se unió al Preston North End Football Club desde la categoría infantil sub-9 y fue escalando en las diferentes divisiones infantiles y juveniles.
Debutó como profesional el 5 de agosto de 2023 en la fecha 1 del Championship 2023-24, fueron visitantes contra Bristol City y el entrenador Ryan Lowe lo colocó como titular, estuvo 82 minutos en cancha y empataron 1-1 en el Ashton Gate Stadium ante más de 23300 aficionados. Jugó su primer partido con 17 años y el dorsal número 33.
A comienzos de 2025 fue cedido al Bohemian Football Club para que tenga rodaje en la máxima categoría del fútbol irlandés, hasta mitad de año. Solo disputó un partido en su cesión. Culminó su contrato a mediados de año y fue fichado por Chelsea.

## Selección nacional
Ha sido internacional con la selección de Inglaterra en la categoría sub-19.
Debutó con Inglaterra el 15 de noviembre de 2023, fue titular en un amistoso sub-19 contra Rumania, convirtió un gol y brindó una asistencia, ganaron 6-0.

## Estadísticas

### Clubes
Actualizado al último partido citado el 25 de abril de 2025.
| Club                               | Div.          | Temporada     | Liga  | Liga  | Liga   | Copas nacionales | Copas nacionales | Copas nacionales | Copas internacionales | Copas internacionales | Copas internacionales | Total | Total | Total  |
| Club                               | Div.          | Temporada     | Part. | Goles | Asist. | Part.            | Goles            | Asist.           | Part.                 | Goles                 | Asist.                | Part. | Goles | Asist. |
| ---------------------------------- | ------------- | ------------- | ----- | ----- | ------ | ---------------- | ---------------- | ---------------- | --------------------- | --------------------- | --------------------- | ----- | ----- | ------ |
| Preston North End F. C. Inglaterra | 2.ª           | 2023-24       | 12    | 0     | 1      | 2                | 0                | 0                | —                     | —                     | —                     | 14    | 0     | 1      |
| Preston North End F. C. Inglaterra | 2.ª           | 2024-25       | 1     | 0     | 0      | 2                | 0                | 0                | —                     | —                     | —                     | 3     | 0     | 0      |
| Preston North End F. C. Inglaterra | Total club    | Total club    | 13    | 0     | 1      | 4                | 0                | 0                | 0                     | 0                     | 0                     | 17    | 0     | 1      |
| Bohemian F. C. Irlanda             | 1.ª           | 2024-25       | 1     | 0     | 0      | -                | -                | -                | —                     | —                     | —                     | 1     | 0     | 0      |
| Bohemian F. C. Irlanda             | Total club    | Total club    | 1     | 0     | 0      | 0                | 0                | 0                | 0                     | 0                     | 0                     | 1     | 0     | 0      |
| Total carrera                      | Total carrera | Total carrera | 14    | 0     | 1      | 4                | 0                | 0                | 0                     | 0                     | 0                     | 18    | 0     | 1      |
| 1.                                 |               |               |       |       |        |                  |                  |                  |                       |                       |                       |       |       |        |

### Selección
Actualizado al último partido citado el 24 de marzo de 2024.
| Selección         | Temporada         | Continental | Continental | Continental | Mundial | Mundial | Mundial | Amistosos | Amistosos | Amistosos | Total | Total | Total  |
| Selección         | Temporada         | Part.       | Goles       | Asist.      | Part.   | Goles   | Asist.  | Part.     | Goles     | Asist.    | Part. | Goles | Asist. |
| ----------------- | ----------------- | ----------- | ----------- | ----------- | ------- | ------- | ------- | --------- | --------- | --------- | ----- | ----- | ------ |
| Sub-19 Inglaterra | 2023-24           | -           | -           | -           | —       | —       | —       | 5         | 1         | 1         | 5     | 1     | 1      |
| Sub-19 Inglaterra | Total sel.        | 0           | 0           | 0           | 0       | 0       | 0       | 5         | 1         | 1         | 5     | 1     | 1      |
| Total selecciones | Total selecciones | 0           | 0           | 0           | 0       | 0       | 0       | 5         | 1         | 1         | 5     | 1     | 1      |